# 花雲
花 雲（か うん、1321年 - 1360年）は、元末の軍人。朱元璋に仕えて、彼の勢力拡大に貢献した。

## 生涯
| 姓名         | 花雲                                    |
| 時代         | 元時代                                  |
| 生没年       | 至治元年（1321年） - 至正20年（1360年） |
| 字・別名     | 黒将軍（別名）、黒先鋒（別名）          |
| 本貫・出身地 | 懐遠                                    |
| 職官         | 総管→枢密院院判                         |
| 爵位         | 東丘郡公（明）                          |
| 諡号         | -                                       |
| 陣営・所属   | 朱元璋                                  |
| 家族・一族   | 子:花煒                                 |

至正13年（1353年）に朱元璋の元へ馳せ参じた。同年、定遠攻略に参戦した24将の1人。滁州攻めに向かうときのこと、花雲は先鋒として数騎を率いていた。そのとき、偶然にも数千の敵軍に出くわした。花雲は剣を抜いて、怯むことなく戦った。このとき、敵兵から『黒将軍』と呼ばれ、恐れられたという。その後、滁州攻略時にも功をあげた。
至正15年（1355年）、和州攻略において、敵兵3百を捕虜とした。至正16年（1356年）、太平、集慶攻略に参加し、いずれも功をあげた。特に集慶攻略では、敵兵3千を捕虜とする活躍を見せた。鎮江、丹陽、丹徒、金壇攻略に貢献した。馬太沙の辺りで数百の賊に道を遮られるも、3日間戦い続け、遂に賊を全て捕えた。
至正17年（1357年）、常州を攻略し、牛塘営を守った。朱元璋が太平に枢密院を置くと、枢密院院判に任じられた。常熟の攻略に参加し、万余の兵を捕虜とした。朱元璋の命により、寧国の群盗征伐を行った。自ら矛を振って1千1百の首級をあげる。この間、その身に一本の矢も受けることは無かった。討伐を完了させたのち、太平へ帰還した。
至正20年（1360年）、陳友諒が太平を攻撃した。朱文遜、許瑗、王鼎らと共に防戦に努めた。3日間防戦したが、朱文遜が戦死し、自身も許瑗、王鼎と共に捕われてしまった。縄で縛られたが、身を震わせ、大声で叫んで、縄を裂き、敵兵の剣を奪って5、6人を斬り伏せた。更に陳友諒に対して「貴様などわが君の敵ではない。降伏せよ」と罵った。再び捕えられると、怒った陳友諒は船の帆柱に縛りつけ、兵に無数の矢を花雲に向けて放たせた。花雲は針鼠のように矢を受けても、絶息するまで花雲は陳友諒を罵ることを止めず、39歳で亡くなった。
至正24年（1364年）、朱元璋は呉王となった際、花雲を東丘郡公に追封し、忠臣祠を建てた。